# مجموعة خليلي للمينا العالمية
مجموعة الخليلي لأعمال المينا في العالم هي مجموعة خاصة من الأعمال الفنية المصنوعة من المينا من الفترة 1700 إلى 2000، قام بتجميعها الباحث والمجمع والمحسن البريطاني ناصر الخليلي. وهي إحدى مجموعات الخليلي الثمانية، وتعتبر كل منها من أهم المجموعات في مجالها.

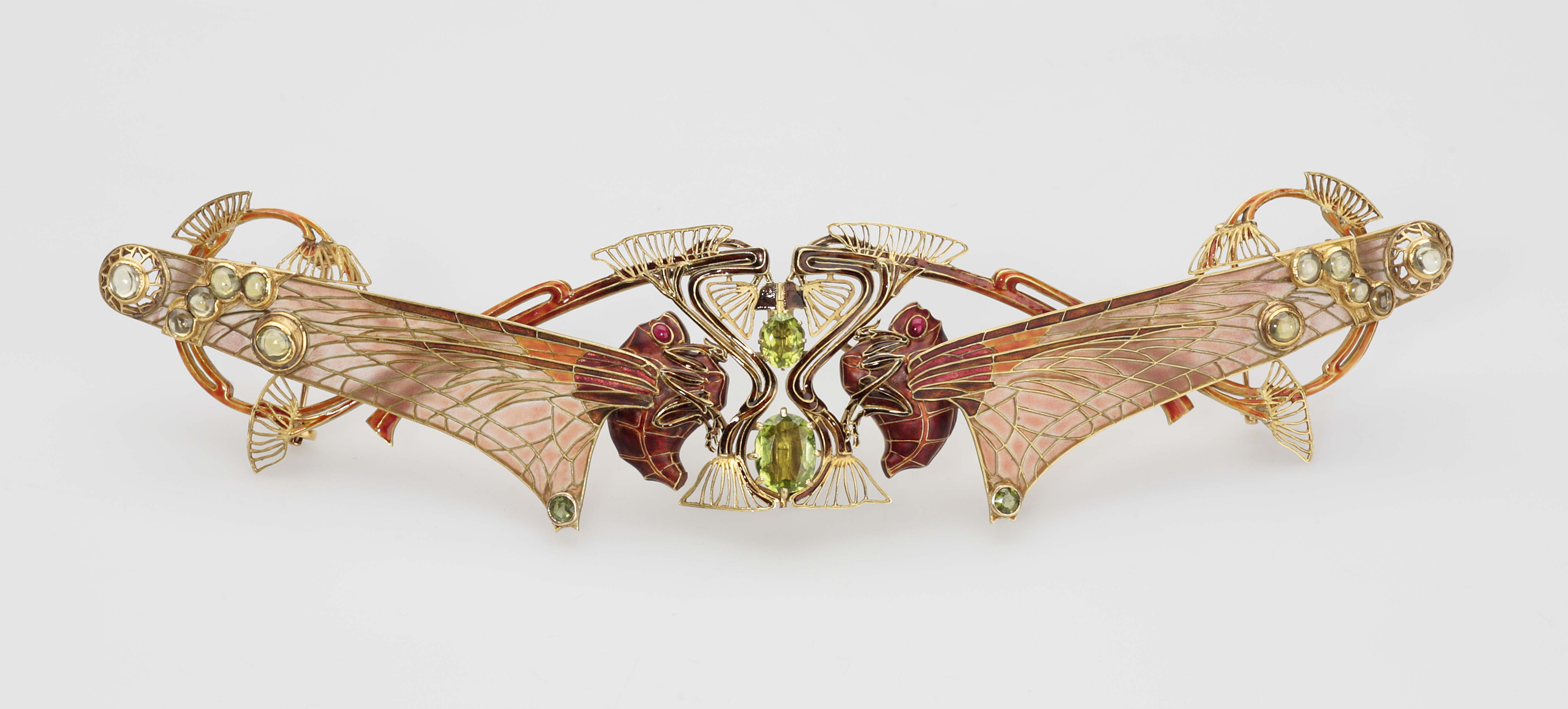
باقة ورد تحمل ختم لاليك، باريس، 1903-1905

تُعد أكبر مجموعة خاصة من نوعها، وتتكون من أكثر من 1500 قطعة وتعرض تطور عملية الطلاء بالمينا على مدى فترة 300 عام. ومن خلال تضمين أشياء من أوروبا الغربية وروسيا والدول الإسلامية والصين واليابان وأمريكا، فإنه يوضح كيف أثرت هذه المراكز لإنتاج المينا على أنماط بعضها البعض. ويمثل المعرض أشهر صناع المينا الأوروبيين، بما في ذلك بيتر كارل فابرجيه ، وكارتييه، ورينيه لاليك، إلى جانب الفنانين اليابانيين في عصر ميجي الذين أتقنوا عملية إطلاق النار. وتوضح المجموعة دور الرعاية في صناعة المينا حيث أُنشئ العديد من الأشياء الموجودة بها للأسر الملكية أو الإمبراطورية. وتشمل هذه المقتنيات عربة المينا التي تعود إلى بهافسينجي الثاني، مهراجا بهافناغار ، وطاولة عرش مطلية بالمينا تحمل ختم الإمبراطور الصيني تشيان لونغ في القرن الثامن عشر. تشمل الأشياء الأخرى شواحن العرض والمجوهرات والمنمنمات والقطع الزخرفية. كانت المجموعة هي الأساس لمعرض أقيم عام 2010 في متحف الإرميتاج.

## المجموعة
تُعد هذه المجموعة واحدة من ثماني مجموعات قام خليلي بتجميعها وحفظها ونشرها وعرضها، وتعتبر كل منها من بين أهم المجموعات في مجالها، وفقًا لليونسكو .  ثلاثة منها تحتوي على مينا، أما المجموعات الأخرى فهي مجموعة الخليلي للفن الياباني ومجموعة الخليلي للفن الإسلامي .  تتكون مجموعة المينا من أكثر من 1300 قطعة وتعرض تطور عملية الطلاء بالمينا على مدى فترة 300 عام. وهي المجموعة الخاصة الأكثر شمولاً من نوعها. 

## أعمال

### الأعمال الإسلامية

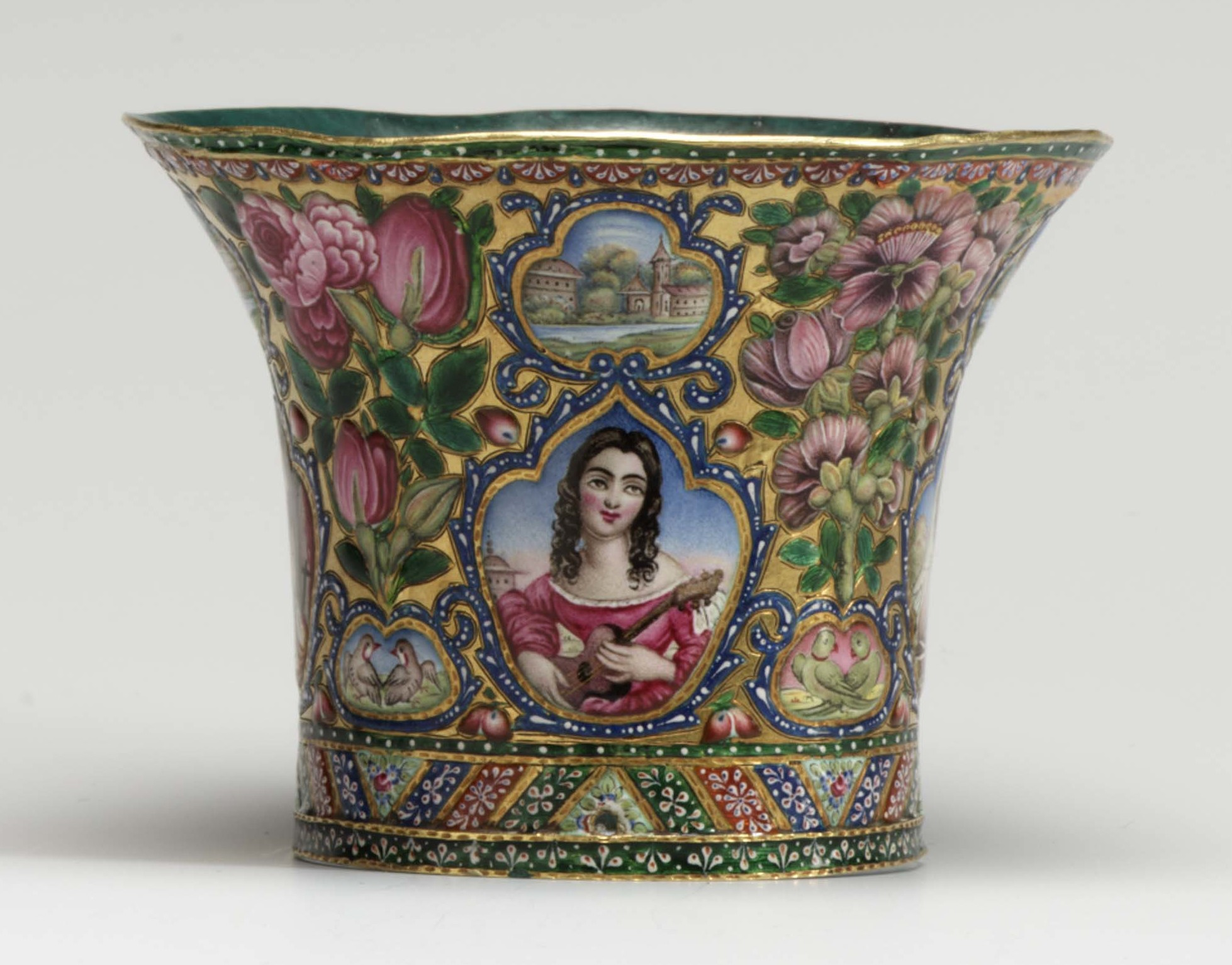
كأس شيشة (نارجيلة)، إيران، 1860

في بداية التقويم الإسلامي عام 622 ميلادي، كان الحرفيون في الإمبراطورية البيزنطية يصنعون مينا جيدة. أعطى الأباطرة البيزنطيون سلعًا فاخرة للحكام المسلمين في القرنين العاشر والحادي عشر وكانت هذه السلع غالبًا مزينة بالزخارف المجتزعة. مما حث المسلمين على تطوير أنماطهم، يظهر تأثير الفن البيزنطي بوضوح في بعض الأشياء، وقد أبدع حرفيو المينا خاصةً خلال الخلافة الفاطمية (في مصر والشام وفلسطين) والأندلس. وقد زعم المؤرخ جاك أوجدن أن إيران كانت تنتج أعمال مينا شامبلوفيه بحلول القرن الرابع عشر أو الخامس عشر، ولكن لم يتبق سوى عدد قليل جدًا من الأمثلة.
ازدهر مينا شامبلوفيه في سلطنة مغول الهند، وخاصة في عهد شاه جهان في القرن السابع عشر، حيث اُستخدمت في المجوهرات الشخصية والأشياء الفاخرة والحاويات بما في ذلك النارجيلة. في القرن التاسع عشر، كانت جايبور معروفة بالمينا التي تنافس تلك الموجودة في أوروبا أو إيران، وخاصة المينا الشفافة الحمراء، بينما كانت لكهنؤ معروفة باللون الأزرق والأخضر وكانت فارانسي معروفة بالمينا المطلي. كما أنتجت دلهي وكلكتا أيضًا المينا ولكن يبدو أنهما لم يكن لديهما أسلوبهما الإقليمي الخاص. يتجسد مينا جايبور الأحمر في المجموعة من خلال خنجر مزخرف مع غمد وقلادة ذهبية. في عصر مغول الهند، كان المينا تُستخدم فقط لتزيين الأشياء الوظيفية، ولكن في القرن التاسع عشر أُنتجَت أدوات المينا الزخرفية فقط. تتضمن المجموعة كلا النوعين من الأشياء. حيث كُلفت عربة لاندو الفضية بهذه الأغراض في المجموعة في عام 1915 من المهراج بهافسينجي الثاني، مهراجا بهافناغار، وتم الاحتفاظ بها من عائلته حتى عام 1968 لاستخدامها في المناسبات الخاصة.
يعود تاريخ إنتاج المينا في إيران إلى أوائل العصر الصفوي في القرن الرابع عشر على الأقل وازدهر خلال العصر القاجاري (1785-1914)، حيث كان الحرفيون يفضلون الذهب كقاعدة. أشار نيكولاو مانوتشي، وهو كاتب ومسافر إيطالي زار البلاط الصفوي في عام 1655، إلى أن الشاه عباس الثاني وظف فريقًا من عمال المينا الفرنسيين وأشرف على عملهم. بحلول أواخر القرن السابع عشر، كان هناك منصب رسمي لصانع المينا في البلاط. بحلول نهاية القرن الثامن عشر، أتقن صانعو المينا الإيرانيون طلاء المينا، وكانوا يضيفونه إلى مجموعة كبيرة ومتنوعة من العناصر للمواطنين العاديين وكذلك للعائلة المالكة. تحتوي المجموعة على العديد من العناصر من فترة القاجار، بما في ذلك شيشة مطلية بالفضة عليها صور لأشخاص يرتدون ملابس إيرانية وغربية.

بحلول مطلع القرن العشرين، اعتمدت محكمة تركيا العثمانية الاتفاقية الأوروبية لإهداء الأشياء الزخرفية، مع الشعارات ذات الصلة، كعلامات على التفضيل. ومن الأمثلة الموجودة في المجموعة دبوس يحمل اسم عبد الحميد الثاني مكتوبًا بالماس. تحتوي المجموعة على بعض الأشياء التي طلبها الفنانون الأوروبيون من الإمبراطورية العثمانية. وتشمل هذه الصناديق صناديق السعوط من جنيف وباريس التي تصور محمود الثاني ومناظر طبيعية لمضيق البوسفور، وواحدة منها تحمل اسم محمد علي باشا من مصر بالماس.

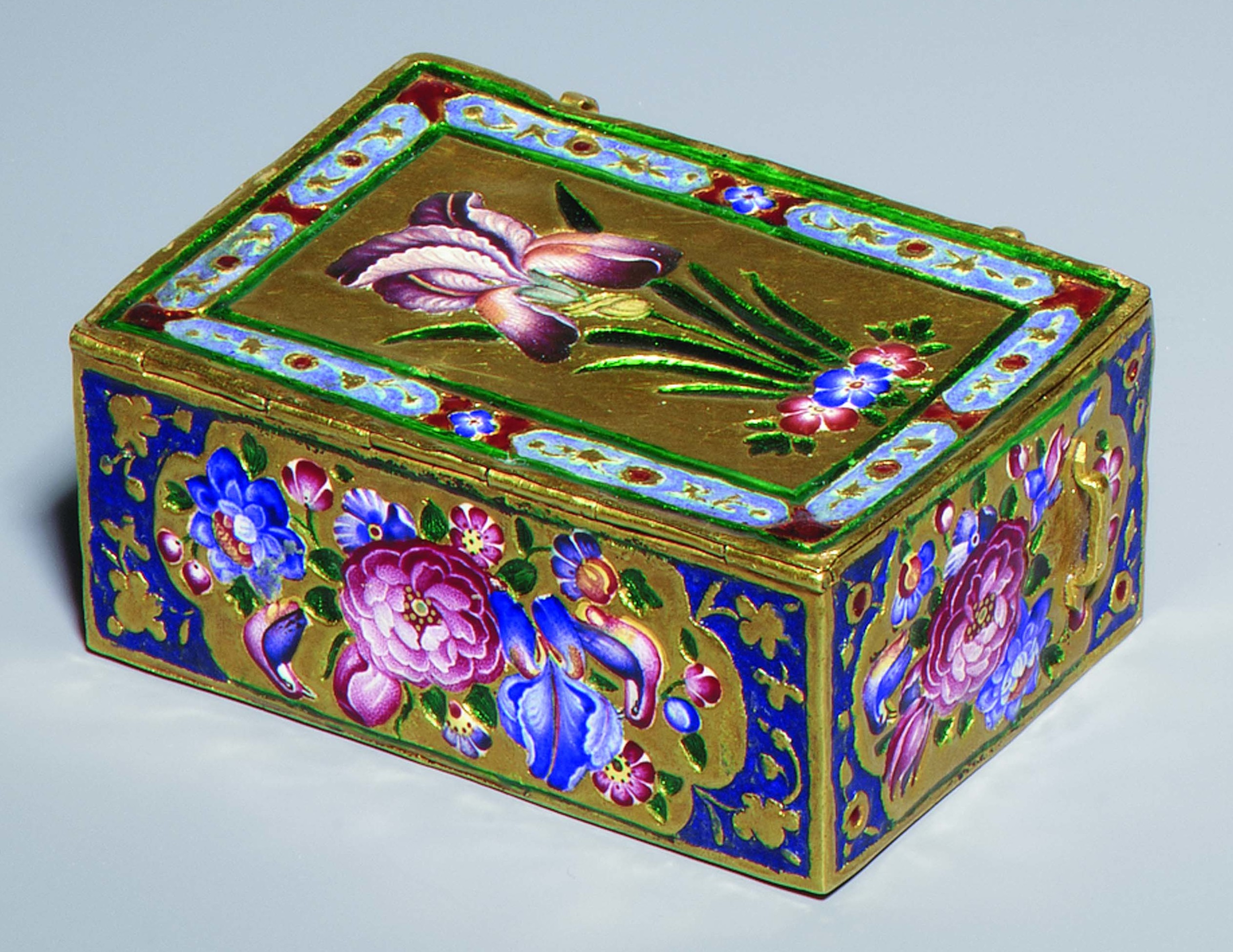
صندوق، إيران، القرن التاسع عشر
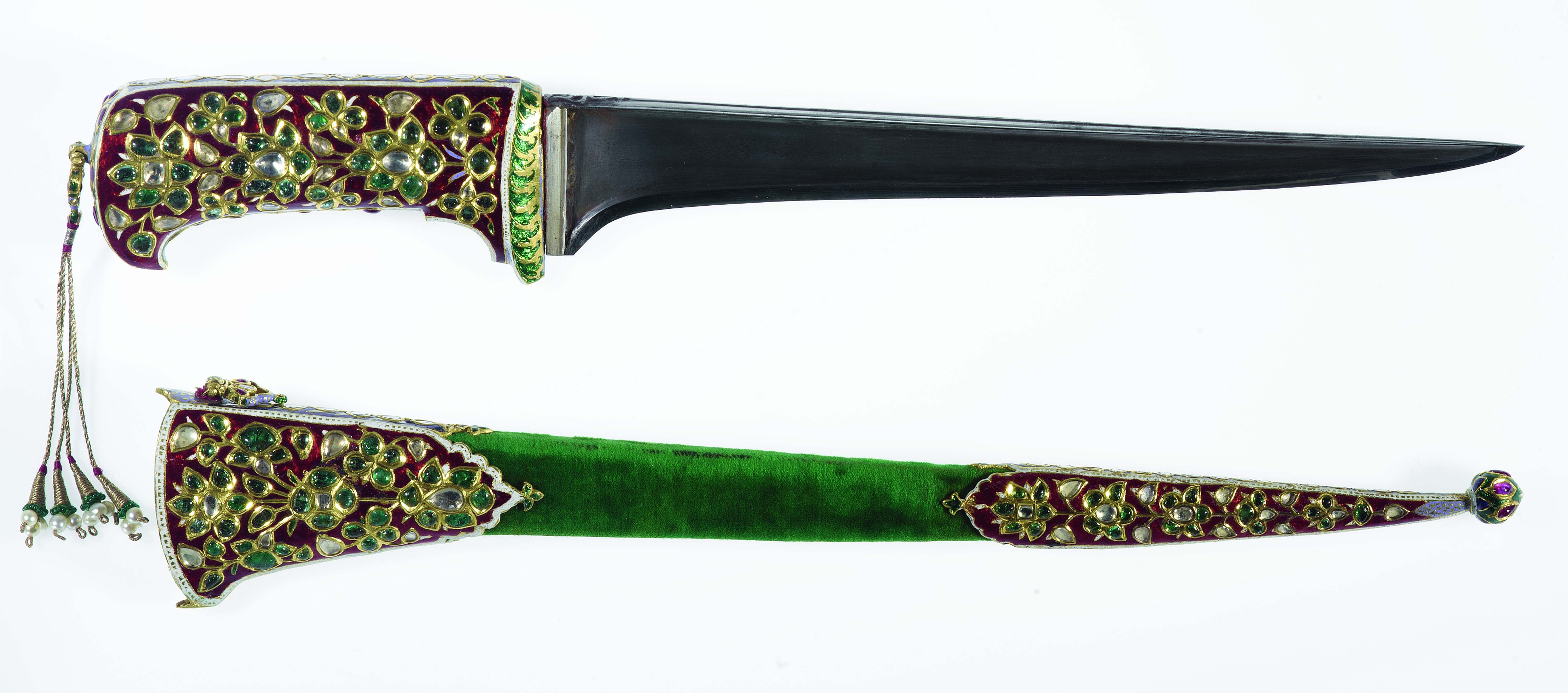
خنجر وغمد من الذهب مرصع بأحجار كريمة، جايبور، القرن التاسع عشر
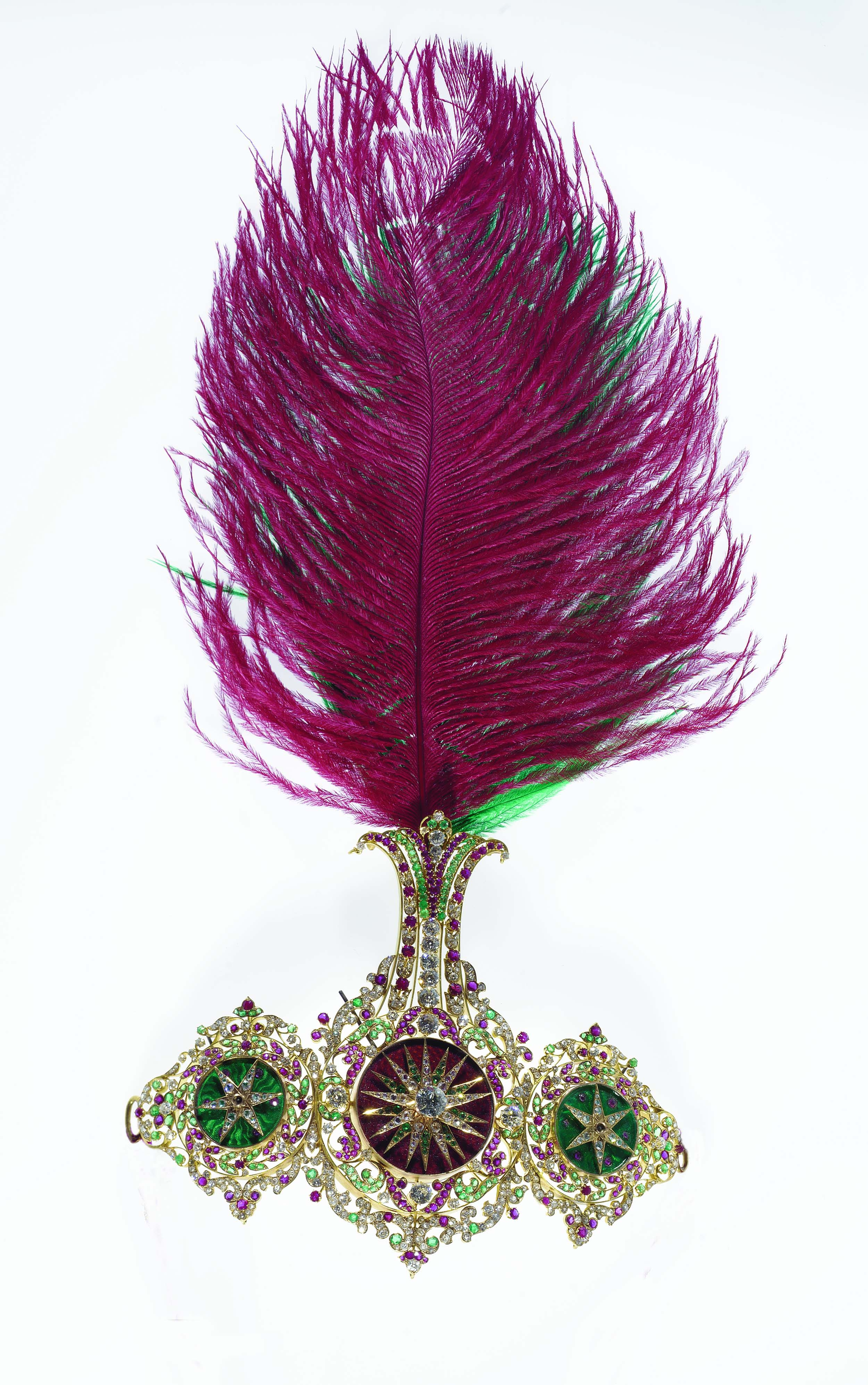
زينة رأس، ديك رومي، ق. 1900
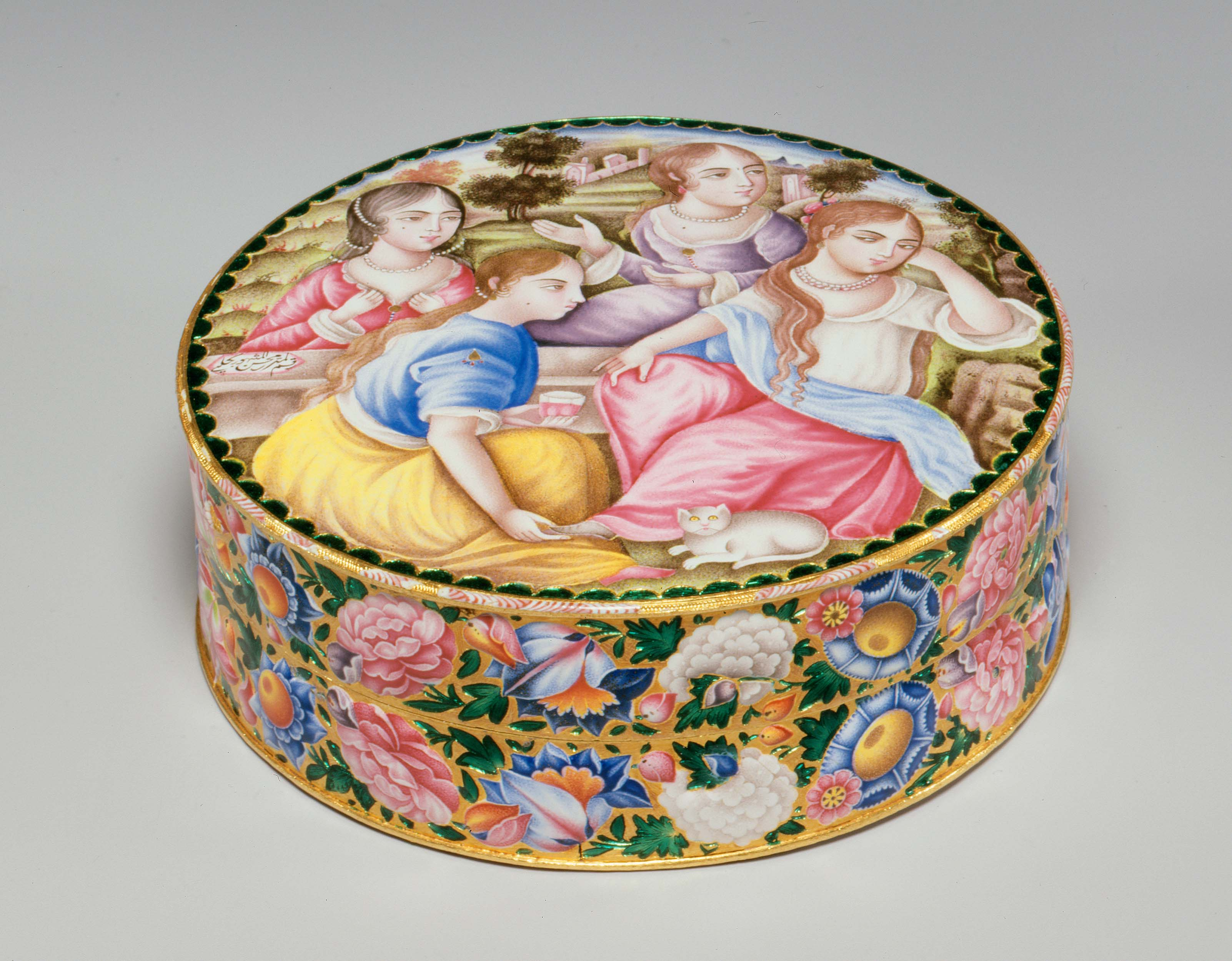
صندوق، إيران، ق. 1900

## المعارض
اُختيرَت 320 قطعة من المجموعة لتشكل معرض "مينا العالم 1700-2000 من مجموعة خليلي" من ديسمبر 2009 إلى أبريل 2010 في متحف الإرميتاج الحكومي ، بسانت بطرسبرغ، في روسيا. كتب مدير المتحف ميخائيل بيوتروفسكي أن المجموعة "تتضمن روائع مذهلة من جميع المراكز الرئيسية للمينا" و"تكشف عن الإنجازات التقنية الرائعة لصانعي المينا[.]" ووصف تاجر الأعمال الفنية جيفري مون تنوع المعرض بأنه "مذهل"، مشيرًا إلى أن خليلي "لم يتبع الطرق المبتذلة للمينا".

### ملحوظات
1. 1 2  "Enamels Of The World". Khalili Collections. مؤرشف من الأصل في 2025-01-18. اطلع عليه بتاريخ 2024-12-17.
2. 1 2 3  Gomelsky, Victoria (9 Dec 2009). "Enamel's Molten Beauty". The New York Times (بالإنجليزية الأمريكية). ISSN:0362-4331. Archived from the original on 2021-01-26. Retrieved 2020-09-04.
3. ↑  "The Khalili Collections major contributor to "Longing for Mecca" exhibition at the Tropenmuseum in Amsterdam". www.unesco.org. United Nations Educational, Scientific and Cultural Organization. 16 أبريل 2019. مؤرشف من الأصل في 2022-04-07. اطلع عليه بتاريخ 2020-06-25.
4. ↑  "Gems and Jewels of Mughal India. Jewelled and enamelled objects from the 16th to 20th centuries". Khalili Collections (بالإنجليزية الأمريكية). Archived from the original on 2025-07-24. Retrieved 2020-07-09.
5. ↑  "Khalili's Spanish treasures". Times of Malta (بالإنجليزية البريطانية). Allied Newspapers Limited. 19 Nov 2011. Archived from the original on 2020-10-27. Retrieved 2020-10-22.
6. ↑  Carvalho 2009، صفحة 187.
7. ↑  Carvalho 2009، صفحات 187–188.
8. ↑  Carvalho 2009، صفحة 188.
9. 1 2 3  Carvalho 2009، صفحات 189–190.
10. ↑  Carvalho 2009، صفحات 204, 199.
11. ↑  Carvalho 2009، صفحة 204.
12. ↑  Carvalho 2009، صفحات 200–206.
13. ↑  "Enamels of the World | Landau Carriage". Khalili Collections (بالإنجليزية الأمريكية). Archived from the original on 2025-06-19. Retrieved 2020-09-11.
14. ↑  Carvalho 2009، صفحة 192.
15. ↑  Carvalho 2009، صفحة 213.
16. 1 2  Carvalho 2009، صفحة 193.
17. 1 2  Carvalho 2009، صفحة 195.
18. ↑  Carvalho 2009، صفحة 215.
19. ↑  Williams 2009، صفحات 96, 97, 99.
20. ↑  Gomelsky, Victoria (9 Dec 2009). "Enamel's Molten Beauty". The New York Times (بالإنجليزية الأمريكية). ISSN:0362-4331. Archived from the original on 2021-01-26. Retrieved 2020-09-04.Gomelsky, Victoria (9 December 2009).
21. ↑  "The Eight Collections". nasserdkhalili.com. مؤرشف من الأصل في 2025-06-20. اطلع عليه بتاريخ 2024-06-13.
22. ↑  Piotrovsky, Mikhail "Preface" in Williams 2009، صفحة 9